# Briti
Briti je izraz kojim se označava skup keltskih plemena koje je činilo domorodačko stanovništvo otoka Britanije u doba prije dolaska rimskih i anglo-saksonskih osvajača.
Govorili su britskim jezicima, imali zajedničku kulturu te naseljavala najveći dio stare Britanije. 
Od Brita valja razlikovati Gele, keltska plemena koja su naseljavala staru Irsku, Otok Man i zapadni dio današnje Škotske poznat pod nazivom Dál Riata, a čiji potomci govore gelskim jezicima. 
Pitanje je jesu li Pikti, drevni stanovnici današnjeg sjevera Škotske dio britskog etničkog korpusa, specifično keltsko stanovništvo ili zapravo ne-keltski potomci prastanovnika Britanije nije još uvijek riješeno.
Nakon Cezarovog neuspjelog pokušaja osvajanja Britanije, najveći dio Brita je godine 43. uspio pokoriti i pod rimsku vlast dovesti car Klaudije. Dio Brita je ostao iza Hadrijanovog zida, dok su ostali bili podvrgnuti djelomičnoj romanizaciji kao rimski podanici u provinciji Britannia. Usprkos tome su uspjeli sačuvati dio svog identiteta, ali se nakon rimskog povlačenja i kratkotrajnog razdoblja samostalnih država nisu uspjeli oduprijeti Velikoj seobi naroda, odnosno najezdi germanskih plemena kao što su Angli, Juti i Sasi. Oni su do kraja 1. tisućljeća uspjeli pokoriti Brite i s vremenom gotovo u potpunosti asimilirati njihovu kulturu i jezik. 
Manji dio Brita se od 4. do 6. stoljeća počeo naseljavati u dijelu Galije kojemu su dali ime Bretanja, a njihovi potomci se zovu Bretonci.

## Plemena
- Ordovici

## Vanjske poveznice
- The History Files: The Island of Britain AD 450-600  (Map of British territories)
- The History Files: Main Index
- BBC - History - Native Tribes of Britain
- DNA from ethnic Britons found in Ireland